# National Board of Review Awards 1942
La 14ª edizione dei National Board of Review Awards si è tenuta il 24 dicembre 1942.

## Classifiche

### Migliori dieci film
- L'isola della gloria (Wake Island), regia di John Farrow
- Eroi del mare (In Which We Serve), regia di David Lean
- The Moon and the Sixpence, regia di Albert Lewin
- L'uomo, questo dominatore (The Male Animal), regia di Elliott Nugent
- The Pied Piper, regia di Irving Pichel
- Volo senza ritorno (One of Our Aircraft is Missing), regia di Michael Powell e Emeric Pressburger
- I dimenticati (Sullivan's Travels), regia di Preston Sturges
- Journey for Margaret, regia di W. S. Van Dyke
- Frutto proibito (The Major and the Minor), regia di Billy Wilder
- La signora Miniver (Mrs. Miniver), regia di William Wyler

## Premi
- Miglior film: Eroi del mare (In Which We Serve), regia di David Lean
- Miglior documentario:
  - Razgrom Nemetskikh Voysk Pod Moskvoy, regia di Ilya Kopalin e Leonid Varlamov
  - Terra natale (Native Land), regia di Leo Hurwitz e Paul Strand
  - Word in Action